# Moruga fuliginea
Espèce
Synonymes
- Idiommata fuliginea Thorell, 1881

Moruga fuliginea est une espèce d'araignées mygalomorphes de la famille des Barychelidae.

## Distribution
Cette espèce est endémique du Queensland en Australie. Elle se rencontre vers Somerset et sur l'île Horn.

## Description
Le mâle holotype mesure 17 mm

## Publication originale
- Thorell, 1881 : Studi sui Ragni Malesi e Papuani. III. Ragni dell'Austro Malesia e del Capo York, conservati nel Museo civico di storia naturale di Genova. Annali del Museo Civico di Storia Naturale di Genova, vol. 17, p. 1-727 (texte intégral).